# LDE – Renner bis Greif
Die Renner bis Greif waren Personenzug-Schlepptenderlokomotiven der Leipzig-Dresdner Eisenbahn-Compagnie (LDE).

## Geschichte
Die fünf Lokomotiven wurden in den Jahren 1837 und 1839 von Kirtley, Warrington/England als Erstausstattung an die LDE geliefert. Sie erhielten die Namen RENNER, STURM, ELEPHANT, WILLIAM CURTLEY und GREIF.
Die Lokomotiven wurden zwischen 1851 und 1858 ausgemustert.